# Table Rock (Nebraska)
Table Rock è un comune degli Stati Uniti d'America, situato nello Stato del Nebraska, nella contea di Pawnee.